# Rochelimiet
De Rochelimiet is de afstand waarbinnen een hemellichaam dat samengehouden wordt door zijn eigen zwaartekracht, zal desintegreren door de inwerking van getijdenkrachten door een tweede, zwaarder hemellichaam. Binnen de Rochelimiet zal omlopend materiaal zich verspreiden tot een ring. Daarbuiten zal materiaal samenkomen (en een hemellichaam vormen). De term is genoemd naar Édouard Roche, de Franse astronoom die deze theoretische limiet in 1848 voor het eerst berekende.
De Rochelimiet moet niet worden verward met het concept van de Rochelob (ook wel Rochekwab of -lel), dat ook genoemd is naar Édouard Roche. De Rochelob beschrijft de limieten waar een object in omloop om twee andere objecten wordt ingevangen door het ene of het andere object.
De term "Rochelimiet" is van toepassing op satellieten die desintegreren door de getijdenkrachten, veroorzaakt door het object waaromheen ze draaien. Er zijn satellieten, kunstmatig en natuurlijk, die binnen hun vloeistof-Rochelimiet draaien. De manen Metis van Jupiter en Pan van Saturnus zijn hier voorbeelden van. Ze desintegreren niet door hun treksterkte en ook doordat ze in werkelijkheid niet vloeibaar zijn. In zo'n situatie is het mogelijk dat een object in rust op het oppervlak van zo'n maan wordt weggetrokken door getijdenkrachten, afhankelijk van waar het is tussen de massamiddelpunten van de satelliet en planeet. Een zwakkere satelliet, zoals een komeet, kan opgebroken worden zodra hij binnen de Rochelimiet komt. De komeet Shoemaker-Levy 9 had een vervallende baan om Jupiter en kwam in juli 1992 binnen zijn Rochelimiet, waarbij de komeet in een aantal kleinere fragmenten opbrak, die vervolgens in 1994 op de planeet neerstortten.
Doordat getijdenkrachten binnen de Rochelimiet groter zijn dan de zwaartekracht, kan binnen die limiet geen grotere satelliet uit kleinere delen samensmelten. Alle ringen van planeten bevinden zich binnen hun Rochelimiet. Het kunnen de restanten van de protoplanetaire accretieschijf zijn. Ze kunnen ook gevormd zijn doordat een maan uiteenviel toen hij binnen de Rochelimiet kwam.

## De Rochelimiet bepalen
De Rochelimiet hangt af van de starheid van de satelliet. Aan de ene kant is er een heel star lichaam dat niet vervormt totdat het uit elkaar valt door de getijdenkrachten. Aan de andere kant zijn er zeer vloeibare satellieten die meer vervormen naarmate de getijdenkrachten toenemen totdat ze uiteenvallen.
Voor een starre satelliet wordt starheid verwaarloosd door ervan uit te gaan dat het materiaal dat het hemellichaam vormt slechts door de eigen zwaartekracht bijeen wordt gehouden. Andere effecten, zoals getijdendeformatie van het zware object en rotatie van de satelliet, worden ook verwaarloosd. De Rochelimiet, {\displaystyle d}, is dan als volgt:
{\displaystyle d=R\left(2\;{\frac {\rho _{M}}{\rho _{m}}}\right)^{\tfrac {1}{3}}\approx 1{,}260\,R\left({\frac {\rho _{M}}{\rho _{m}}}\right)^{\tfrac {1}{3}}}
met {\displaystyle R} de straal van het zware object, {\displaystyle \rho _{M}} de dichtheid van het zware object en {\displaystyle \rho _{m}} de dichtheid van de satelliet.
Getijdenkrachten zorgen ervoor dat vloeibare satellieten uitrekken, waardoor getijdenkrachten nog meer invloed krijgen en de satelliet eerder zal desintegreren. De berekening is zeer complex en kan niet exact worden opgelost, maar het volgende is een goede benadering:
{\displaystyle d\approx 2{,}423\,R\left({\frac {\rho _{M}}{\rho _{m}}}\right)^{\tfrac {1}{3}}}
waaruit blijkt dat een vloeibaar hemellichaam op ongeveer een twee keer zo grote afstand zal desintegreren dan een star lichaam van gelijke dichtheid.
Echte satellieten liggen ergens tussen deze twee extremen in. Ze zijn door interne wrijving, viscositeit en chemische bindingen nooit perfect star of perfect vloeibaar.

### Starre satellieten
Zoals hierboven gezegd, is de formule om de Rochelimiet, {\displaystyle d}, van een star, bolvormig hemellichaam in omloop om een bolvormig zwaarder hemellichaam:
{\displaystyle d=R\left(2\,{\frac {\rho _{M}}{\rho _{m}}}\right)^{\tfrac {1}{3}}}
met {\displaystyle R} de straal van het zware hemellichaam, {\displaystyle \rho _{M}} de dichtheid van het zware hemellichaam en {\displaystyle \rho _{m}} de dichtheid van de satelliet. Bij deze benadering voor een star hemellichaam is geen rekening gehouden met de vervorming van de bolvorm van de satelliet door getijdenkrachten en is daarom slechts een benadering van de werkelijke Rochelimiet.
Merk op dat als de dichtheid van de satelliet meer dan twee keer zo groot is als die van het zware object (in geval van een rotsachtige maan in omloop om een gasreus), de Rochelimiet binnen de straal van het zware object ligt en dus niet relevant is.

#### Afleiding van de formule
Om de Rochelimiet te bepalen, zullen we een kleine massa {\displaystyle u} op het oppervlak van een satelliet het dichtst bij het zware object beschouwen. Er werken twee krachten op deze massa: de zwaartekracht van de satelliet en de zwaartekracht van het zware object. Omdat de satelliet zich al in een vrije val om het zware object beweegt, is slechts de zwaartekracht van het zware object relevant.
Met behulp van Newtons zwaartekrachtwet kan de zwaartekracht {\displaystyle F_{G}} op massa {\displaystyle u} richting de satelliet met massa {\displaystyle m} en straal {\displaystyle r} als volgt worden uitgedrukt:
{\displaystyle F_{G}={\frac {Gmu}{r^{2}}}}
De getijdenkracht {\displaystyle F_{T}} op massa {\displaystyle u} richting het zware object met straal {\displaystyle R} en afstand {\displaystyle d} tussen de zwaartepunten van de twee hemellichamen kan worden uitgedrukt als:
{\displaystyle F_{T}={\frac {2GMur}{d^{3}}}}
De Rochelimiet wordt bereikt wanneer de zwaartekracht en de getijdenkracht aan elkaar gelijk zijn:
{\displaystyle F_{G}=F_{T}}
dus als:
{\displaystyle {\frac {Gmu}{r^{2}}}={\frac {2GMur}{d^{3}}}}
Waaruit snel de Rochelimiet, {\displaystyle d}, volgt:
{\displaystyle d=r\left(2M/m\right)^{\tfrac {1}{3}}}
We willen echter niet de straal van de satelliet in deze uitdrukking laten staan. We herschrijven dit dus in termen van de dichtheid.
De massa {\displaystyle M} van een bol kan worden geschreven als:
{\displaystyle M={\frac {4\pi \rho _{M}R^{3}}{3}}} met {\displaystyle R} de straal van het zware object.
En overeenkomstig dus ook:
{\displaystyle m={\frac {4\pi \rho _{m}r^{3}}{3}}} met {\displaystyle r} de straal van de satelliet.
We substitueren nu deze massa's in de vergelijking voor de Rochelimiet, waarbij {\displaystyle 4\pi /3} wegvalt:
{\displaystyle d=r\left({\frac {2\rho _{M}R^{3}}{\rho _{m}r^{3}}}\right)^{1/3}}
wat vereenvoudigd kan worden tot de uitdrukking voor de Rochelimiet:
{\displaystyle d=R\left(2\,{\frac {\rho _{M}}{\rho _{m}}}\right)^{\frac {1}{3}}}

### Vloeibare satellieten
Een meer correcte aanpak om de Rochelimiet te berekenen houdt rekening met de vervorming van satellieten. Een extreem voorbeeld is een vloeibare satelliet die door de getijden altijd met dezelfde kant naar het zware object staat: Synchrone rotatie. Hierbij zou elke kracht die op de satelliet werkt de satelliet vervormen. De satelliet worden dan vervormd tot een prolate sferoïde.
Deze berekening is complex en kan niet exact worden opgelost. Édouard Roche heeft zelf de volgende numerieke oplossing voor de Rochelimiet gevonden:
{\displaystyle d\approx 2{,}44\,R\left({\frac {\rho _{M}}{\rho _{m}}}\right)^{1/3}}
Tegenwoordig is met computers een nauwkeurigere oplossing te vinden:
{\displaystyle d\approx 2{,}423\,R\left({\frac {\rho _{M}}{\rho _{m}}}\right)^{1/3}\left({\frac {(1+{\frac {m}{3M}})+{\frac {c}{3R}}(1+{\frac {m}{M}})}{1-c/R}}\right)^{1/3}}
met {\displaystyle c/R} de oblaatheid (afgeplatheid) van het zware object.

## De Rochelimiet in bepaalde gevallen
De tabel hieronder laat de gemiddelde dichtheid en de equatoriale straal voor bepaalde objecten in het zonnestelsel zien.
| Centraal object | Dichtheid (kg/m3) | Straal (m)  |
| --------------- | ----------------- | ----------- |
| Zon             | 1400              | 695.000.000 |
| Jupiter         | 1330              | 71.500.000  |
| Aarde           | 5515              | 6.376.500   |
| Maan            | 3340              | 1.737.400   |
Met deze data kunnen de Rochelimieten voor starre en vloeibare lichamen makkelijk berekend worden. De gemiddelde dichtheid van kometen is ongeveer 500 kg/m3.
De tabel hieronder geeft de Rochelimieten uitgedrukt in meters en de straal van het centrale object. De daadwerkelijke Rochelimiet hangt van de flexibiliteit van de satelliet af en ligt ergens tussen twee uitersten (d.i. de Rochelimieten voor starre en vloeibare satellieten) die hieronder gegeven worden.
| Lichaam | Satelliet | Rochelimiet (star) | Rochelimiet (star) | Rochelimiet (vloeibaar) | Rochelimiet (vloeibaar) |
| Lichaam | Satelliet | Afstand (m)        | R                  | Afstand (m)             | R                       |
| ------- | --------- | ------------------ | ------------------ | ----------------------- | ----------------------- |
| Aarde   | Maan      | 9.495.665          | 1,49               | 18.261.459              | 2,86                    |
| Aarde   | Komeet    | 17.883.432         | 2,80               | 34.392.279              | 5,39                    |
| Zon     | Aarde     | 554.441.389        | 0,80               | 1.066.266.402           | 1,53                    |
| Zon     | Jupiter   | 890.745.427        | 1,28               | 1.713.024.931           | 2,46                    |
| Zon     | Maan      | 655.322.872        | 0,94               | 1.260.275.253           | 1,81                    |
| Zon     | Komeet    | 1.234.186.562      | 1,78               | 2.373.509.071           | 3,42                    |
Als het centrale (zware) lichaam minder dan de helft van de dichtheid van de satelliet heeft, is de Rochelimiet voor starre lichamen kleiner dan het centrale lichaam. De twee lichamen zullen dan botsen voordat de Rochelimiet wordt bereikt. De Zon-Aarde Rochelimiet geeft aan dat de Aarde met de Zon zou botsen voordat ze desintegreert door getijdenkrachten.
Hoe dicht staan de manen van het zonnestelsel bij hun Rochelimieten? De tabel hieronder laat van alle binnenste satellieten hun baanstraal gedeeld door beide Rochelimieten zien. Merk op dat vooral Naiad misschien heel dicht bij zijn daadwerkelijke Rochelimiet staat.
| Centraal object | Satelliet  | Baanstraal vs. Rochelimiet | Baanstraal vs. Rochelimiet |
| Centraal object | Satelliet  | (star)                     | (vloeibaar)                |
| --------------- | ---------- | -------------------------- | -------------------------- |
| Zon             | Mercurius  | 104:1                      | 54:1                       |
| Aarde           | Maan       | 41:1                       | 21:1                       |
| Mars            | Phobos     | 172%                       | 89%                        |
| Mars            | Deimos     | 451%                       | 233%                       |
| Jupiter         | Metis      | 186%                       | 93%                        |
| Jupiter         | Adrastea   | 220%                       | 110%                       |
| Jupiter         | Amalthea   | 228%                       | 114%                       |
| Jupiter         | Thebe      | 260%                       | 129%                       |
| Saturnus        | Pan        | 174%                       | 85%                        |
| Saturnus        | Atlas      | 182%                       | 89%                        |
| Saturnus        | Prometheus | 185%                       | 90%                        |
| Saturnus        | Pandora    | 185%                       | 90%                        |
| Saturnus        | Epimetheus | 198%                       | 97%                        |
| Uranus          | Cordelia   | 155%                       | 79%                        |
| Uranus          | Ophelia    | 167%                       | 86%                        |
| Uranus          | Bianca     | 184%                       | 94%                        |
| Uranus          | Cressida   | 192%                       | 99%                        |
| Neptunus        | Naiad      | 140%                       | 72%                        |
| Neptunus        | Thalassa   | 149%                       | 77%                        |
| Neptunus        | Despina    | 153%                       | 78%                        |
| Neptunus        | Galatea    | 184%                       | 95%                        |
| Neptunus        | Larissa    | 220%                       | 113%                       |
| Pluto           | Charon     | 14:1                       | 7.2:1                      |